# Kuju Entertainment
Pour les articles homonymes, voir Kuju.
Kuju Entertainment est une société de développement de jeux vidéo britannique. Le studio a été fondé en 1998 par des anciens de Simis et Eidos Interactive. La société compte aujourd'hui 5 studios de développement de jeux vidéo.
Kuju s'est rendu célèbre grâce à son partenariat avec Nintendo qui lui a confié la réalisation des épisodes sur consoles de salon (GameCube, Wii) de sa série Nintendo Wars. Récemment, ils ont aussi réalisé la conversion Wii de Geometry Wars.

## Histoire
Le 15 décembre 2006, un groupe d'investissement allemand, Catalis, fait une offre de rachat de l'entreprise pour un total de 4,375 millions de livres sterling (soit 6,53 millions d'euros) dans Kuju Entertainment. Le comité de direction approuve l'offre.
En 2007 Kuju Entertainment produit Rail Simulator sur PC (un successeur spirituel à Microsoft Train Simulator), ainsi que le jeu EyeToy Play Sports pour la PS2. Un titre sur PSP, Traxion, est annulé en janvier 2007. Le 1er mars 2007, le studio de Kuju basé à Brighton, Wide Games, devient Zoë Mode. Le 22 mai 2007, il est annoncé que le studio travaille sur une suite de Geometry Wars, appelée Geometry Wars: Galaxies, pour la Wii et la Nintendo DS.
Le 29 juillet 2008, le studio de Londres se renomme en Headstrong Games, il se concentre sur le développement de titres sur Wii, comme The House of the Dead: Overkill. Le 21 octobre 2008, Kuju annonce l'acquisition de Matahari Studios à Manille, aux Philippines. Le développeur est renommé Kuju Manila et se concentre sur le support d'autres projets des différents studios de Kuju. Le studio ferme au début de l'année 2010.
Le 17 juillet 2009, Kuju annonce l'ouverture d'un nouveau studio de développement majeur basé à Brno en République tchèque : Vatra Games. Le studio travaille sur deux projets pour Konami, Rush'N Attack Ex Patriot, un jeu en téléchargement, et Silent Hill: Downpour.
En 2012, Kuju ferme sa division Doublesix située à Guildford, spécialisée dans les jeux dématérialisés, et se sépare du studio Vatra Games, situé en République tchèque. Kuju possède alors deux studios de développement.
En 2017, Catalis Group rachète l'entreprise.

## Liste des jeux produits
| Titre                                              | Console(s)                           | Date de parution |
| -------------------------------------------------- | ------------------------------------ | ---------------- |
| Les Lapins Crétins : La Grosse Bagarre             | Nintendo 3DS                         | 2012             |
| New Art Academy                                    | Nintendo 3DS                         | 2012             |
| Zumba Fitness 2                                    | Xbox 360 / PlayStation 3 / Wii       | 2012             |
| Silent Hill: Downpour                              | Xbox 360 / PlayStation 3             | 2012             |
| All Zombies must Die!!                             | Xbox 360 / PlayStation 3             | 2012             |
| Grease                                             | Xbox 360 / PlayStation 3             | 2011             |
| The House of the Dead: Overkill - Extended Cut     | PlayStation 3                        | 2011             |
| Rush'N Attack Ex Patriot                           | Xbox 360 / PlayStation 3             | 2011             |
| Le Seigneur des anneaux : La Quête d'Aragorn       | Wii                                  | 2010             |
| Sing It: Party Hits                                | PlayStation 3 / Wii                  | 2010             |
| Grease                                             | Wii                                  | 2010             |
| Top Gun                                            | PlayStation 3                        | 2010             |
| Chime                                              | Xbox 360 / PlayStation 3 / PC        | 2010-2011        |
| L'Apprenti sorcier                                 | Nintendo DS                          | 2010             |
| Art Academy                                        | Nintendo DS                          | 2010             |
| Art Academy : Second semestre                      | DSiWare                              | 2010             |
| Sing It: Pop Hits                                  | PlayStation 3 / Wii / PS2            | 2009             |
| South Park : Let's Go Tower Defense Play!          | Xbox 360                             | 2009             |
| Burn Zombie Burn                                   | PlayStation 3 / PC                   | 2009             |
| The House of the Dead: Overkill                    | Wii                                  | 2009             |
| Art Academy : Premier semestre                     | DSiWare                              | 2009             |
| Rock Revolution                                    | Xbox 360 / PlayStation 3 / Wii / PS2 | 2009             |
| You're in the Movies                               | Xbox 360                             | 2008             |
| Circus Party                                       | Wii                                  | 2008             |
| Sing It : High School Musical 3 : Nos années lycée | Xbox 360 / PlayStation 3 / Wii / PS2 | 2008             |
| Sing It                                            | Xbox 360 / PlayStation 3 / Wii / PS2 | 2008             |
| Dancing with the Stars: We Dance                   | Wii                                  | 2008             |
| Battalion Wars 2                                   | Wii                                  | 2008             |
| Geometry Wars: Galaxies                            | Wii / DS                             | 2007             |
| Dancing with the Stars                             | Wii / PS2 / PC                       | 2007             |
| Rail Simulator                                     | PC                                   | 2007             |
| Dungeons&Dragons : Tactics                         | PSP                                  | 2007             |
| Crush                                              | PSP                                  | 2007             |
| M.A.C.H.                                           | PSP                                  | 2007             |
| Buzz : Le Quiz du Sport                            | PS2                                  | 2006             |
| EyeToy: PlaySport                                  | PS2                                  | 2006             |
| Sensible Soccer 2006                               | PS2 / Xbox / PC                      | 2006             |
| The Regiment                                       | PC                                   | 2006             |
| Battalion Wars                                     | Gamecube                             | 2005             |
| Warhammer 40,000: Fire Warrior                     | PS2 / PC                             | 2003             |
| Fire Blade                                         | PS2 / Xbox / Gamecube                | 2002             |
| Le Règne du feu                                    | PS2 / Xbox / Gamecube                | 2002             |
| Lotus Challenge                                    | PS2 / Xbox / Gamecube                | 2002-2003        |
| Microsoft Train Simulator                          | PC                                   | 2001             |